# Gustav Edmund Pazaurek

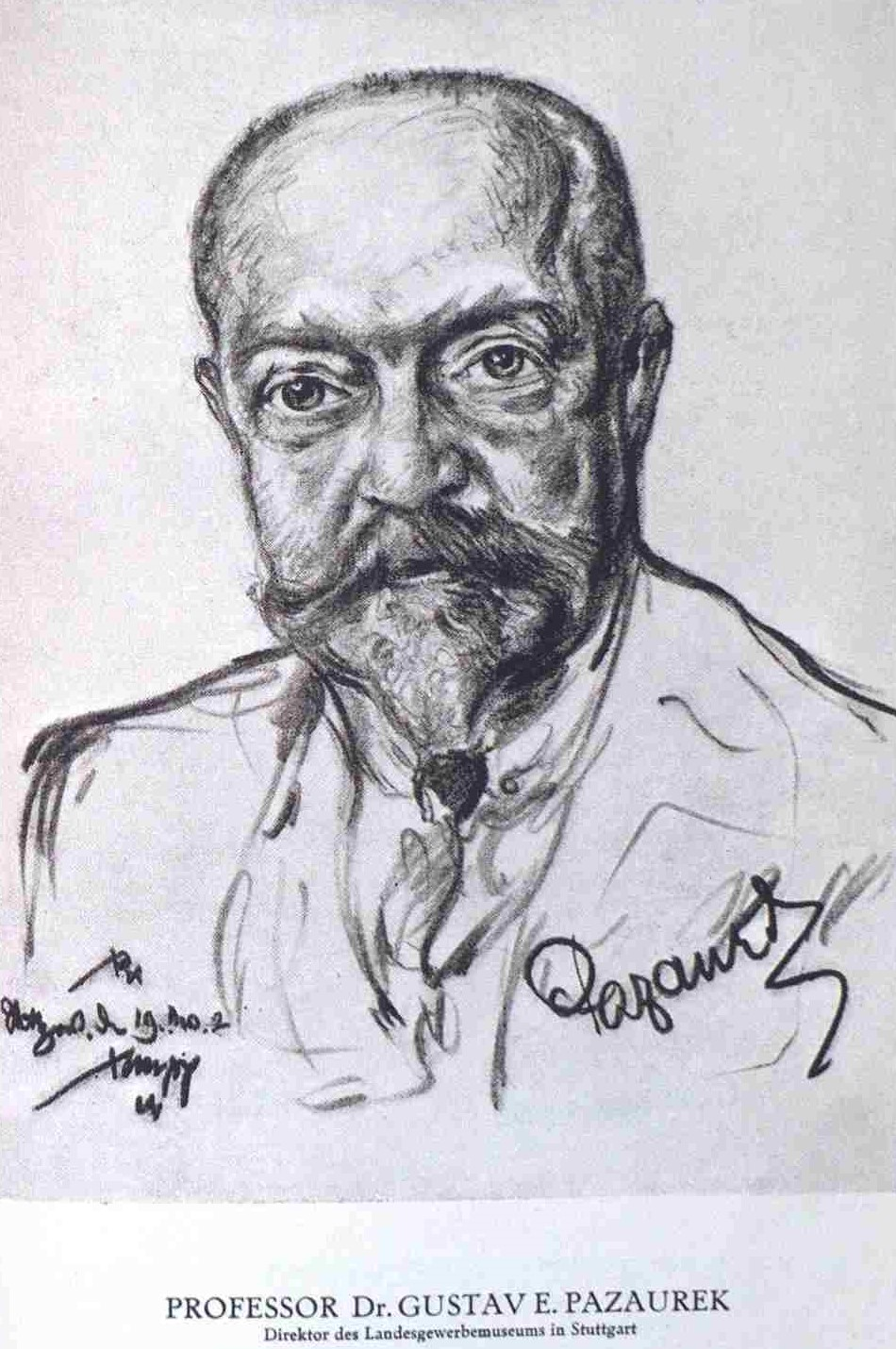
Emil Stumpp Gustav Edmund Pazaurek (1926)

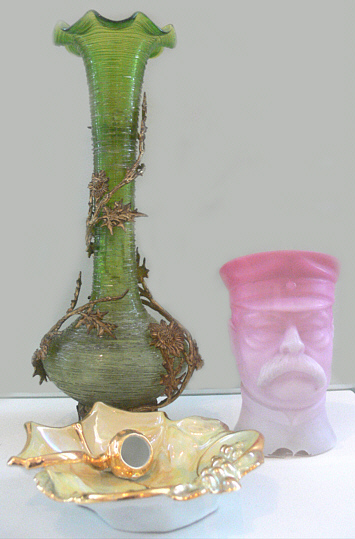
Drei Stücke aus Pazaureks Sammlung von „Geschmacksverirrungen“

Gustav Edmund Pazaurek, meist Gustav E. Pazaurek (* 21. Mai 1865 in Prag, Kaisertum Österreich; † 27. Januar 1935 in Altmannshofen) war ein böhmisch-deutscher Kunsthistoriker.

## Leben
Pazaurek studierte Kunstgeschichte an der Deutschen Universität Prag und wurde dort 1888 promoviert, ab 1892 war er als Mitarbeiter am Nordböhmischen Gewerbemuseum in Reichenberg tätig. 1906 ging er nach Stuttgart als Vorstand des Landesgewerbemuseums, von 1913 bis 1932 war er Vorstand der kunstgewerblichen Abteilung dieses Museums.
Pazaurek war Mitglied des 1907 gegründeten Deutschen Werkbunds und widmete sich als solcher mit großem Eifer dem Kampf gegen den „schlechten Geschmack“, den er auch zu kategorisieren versuchte, vom „Patenthumor“ bis zum „Dekorübergriff“.  Unter die Materialfehler reihte Pazaurek beispielsweise die „Material-Pimpeleien“ (Objekte aus ungeeigneten Materialien), daneben unterschied er als Hauptkategorien Konstruktionsfehler, Dekorfehler und Kitsch. Bei letzterem prangerte Pazaurek unter anderem den „Heldenkitsch“ und die „Prunksucht“ an. Im Zusammenhang gründete er auch 1909 an seiner Wirkungsstätte in Stuttgart das so genannte „Kitschmuseum“.
Pazaurek war auch Fachmann für Gläser der Empirezeit und des Biedermeier sowie Porzellan.

## Veröffentlichungen (Auswahl)
- Carl Screta 1610–1674. Ein Beitrag zur Kunstgeschichte des XVII. Jahrhunderts. Ehrlich, Prag 1889 (Dissertation, Digitalisat).
- Kunstschmiedede- und Schlosserarbeiten des 13.–18. Jahrhunderts. Hiersemann, Leipzig 1895.
- Geschmacksverirrungen im Kunstgewerbe. Führer dieser Abteilung. im Landes-Gewerbe-Museum Stuttgart. Grüninger, Stuttgart 1909.
- Guter und schlechter Geschmack im Kunstgewerbe, Deutsche Verlags-Anstalt, Stuttgart 1912 (Digitalisat).
- Die Technik des Plakatsammelns. Vorschläge. In: Das Plakat. Mitteilungen des Vereins der Plakatfreunde. Bd. 3 (1913), Heft 6, S. 237–247 (Digitalisat).
- Italien und unsere Kunstideale. In: Antiquitäten-Rundschau. Zeitschrift für Museen, Sammler und Antiquare. Bd. 14 (1916), Nr. 1, 4. Januar 1916, S. 1–4.
- Stuttgarter Museumsfragen. In: Museumskunde. Zeitschrift für Verwaltung und Technik öffentlicher und privater Sammlungen. Bd. 14 (1919), S. 66–68.
- Gläser der Empire- und Biedermeierzeit. Klinkhardt & Biermann, Leipzig 1923; 2., von Eugen von Philippovich überarbeitete Auflage. Klinkhardt und Biermann, Braunschweig 1976, ISBN 3-7814-0154-5.
- Kunstgläser der Gegenwart, Klinkhardt & Biermann, Leipzig 1925 (Monographien des Kunstgewerbes;19/20).
- Deutsche Fayence- und Porzellan-Hausmaler 2 Bände, Hiersemann, Leipzig 1925.
- Meissner Porzellanmalerei des 18. Jahrhunderts, Matthaes, Stuttgart 1927.